# 独壇場
| ウィキペディアには「独壇場」という見出しの百科事典記事はありません（タイトルに「独壇場」を含むページの一覧/「独壇場」で始まるページの一覧）。 代わりにウィクショナリーのページ「独壇場」が役に立つかもしれません。 |